# Bukowinka (Basse-Silésie)
Pour les articles homonymes, voir Bukowinka.
Bukowinka est une localité polonaise de la gmina de Twardogóra, située dans le powiat d'Oleśnica en voïvodie de Basse-Silésie.